# Gregory Häljestig
Karl Emil Gregory Häljestig, tidigare efternamn Kjell, född 5 november 1977 i Norra Åsarps församling i dåvarande Skaraborgs län, är en kristen svensk lovsångsledare, sångare, musiker och låtskrivare som är knuten till Vineyard.  
Gregory Häljestig växte upp i Falköpingstrakten. Han gav tillsammans med Emanuel Sandgren ut skivan Till vem skulle vi gå på David Media 2008. Han har även givit ut skivan Ära till ditt namn Frizon Live 2004 tillsammans med Mattias Martinson. Häljestig är bosatt i Göteborg.

## Diskografi
- 2004 – Frizon live experience, ära till ditt namn, Mattias Martinson & Gregory Häljestig (David Media)
- 2008 – Till vem skulle vi gå, Gregory Häljestig & Emanuel Sandgren (David Media)